# Колосов, Михаил Ефимович
Михаи́л Ефи́мович Ко́лосов (1 октября 1915, с. Хмелевое, Воронежская губерния — 7 октября 1996, Днепропетровск) — подполковник Советской Армии, участник Великой Отечественной войны, Герой Советского Союза (1945).

## Биография
Михаил Колосов родился 1 октября 1915 года в селе Хмелевое (ныне — Красненский район Белгородской области) в семье рабочего. Русский. После окончания начальной школы работал механиком, машинистом электровоза на шахте, окончил десять классов вечерней школы при шахте. В октябре 1936 года Колосов был призван на службу в Рабоче-крестьянскую Красную Армию. В 1941 году он окончил курсы младшего политсостава Закавказского военного округа. С сентября того же года — на фронтах Великой Отечественной войны. Принимал участие в боях на Южном, Западном, Юго-Западном, Юго-Восточном, Сталинградском, Донском, Воронежском, Степном, 3-м и 1-м Украинском фронтах, три раза был ранен. Участвовал в боях в Украинской ССР и под Ростовом-на-Дону в 1941 году, Сталинградской и Курской битвах, освобождении Украинской и Молдавской ССР, Польши, Чехословакии, боях в Германии.
К январю 1945 года гвардии майор Михаил Колосов командовал батальоном 50-го гвардейского стрелкового полка 15-й гвардейской стрелковой дивизии 5-й гвардейской армии 1-го Украинского фронта. Отличился во время Висло-Одерской операции. 23 января 1945 года во время боёв на плацдарме на западном берегу Одера в районе деревни Фрауэндорф в 6 километрах к северу от Оппельна батальон Колосова успешно отразил большое количество немецких контратак.
Указом Президиума Верховного Совета СССР от 27 июня 1945 года за «образцовое выполнение боевых заданий командования на фронте борьбы с немецкими захватчиками и проявленные при этом мужество и героизм» гвардии майор Михаил Колосов был удостоен высокого звания Героя Советского Союза с вручением ордена Ленина и медали «Золотая Звезда» за номером 8645.
После окончания войны Колосов продолжил службу в Советской Армии. В 1949 году он окончил разведывательный факультет Военной академии имени Фрунзе. В 1960 году в звании подполковника Колосов был уволен в запас. Проживал в Днепропетровске.
Скончался 7 октября 1996 года, похоронен на Сурско-Литовском кладбище Днепропетровска.
Был также награждён тремя орденами Красного Знамени, орденами Александра Невского, Отечественной войны 1-й степени, Красной Звезды, рядом медалей.